# Ragusa (provins)
Ragusa er en italienske provins på øen Sicilien.
Hovedstaden for provinsen er Ragusa, som også har givet navn til provinsen.

## Kommuner
- Acate
- Chiaramonte Gulfi
- Comiso
- Giarratana
- Ispica
- Modica
- Monterosso Almo
- Pozzallo
- Ragusa
- Santa Croce Camerina
- Scicli
- Vittoria

36°55′30″N 14°43′50″Ø / 36.925°N 14.730555555556°Ø